# Анубіас
Анубіас (Anubias) — рід тропічних багаторічних рослин родини ароїдних. Вирощують як акваріумні рослини.

## Поширення
Анубіаси розповсюджені на Африканському континенті від Сьєрра-Леоне до Анголи. Всі вони є болотяними багаторічними рослинами та зазвичай ростуть у тропічних лісах, а саме болотах, берегах річок та струмків. На батьківщині вони ростуть більшу частину року над поверхнею води і тільки у період дощів занурюються у воду. Ця особливість дає анубіасам можливість нормально розвиватися у штучних умовах в палюдаріумах, у вологих тераріумах та акваріумах.

## Види
Виділяють 8 видів та багато різновидів:
- Anubias afzelii
- Anubias barteri
  - Anubias barteri var. angustifolia
  - Anubias barteri var. barteri
  - Anubias barteri var. caladiifolia
  - Anubias barteri var. glabra
  - Anubias barteri var. nana
- Anubias gigantea
- Anubias gilletii
- Anubias gracilis
- Anubias hastifolia
- Anubias heterophylla
- Anubias pynaertii